# Top Magazin
Top Magazin ist ein bundesweites Regionalmagazin mit den Schwerpunktthemen Lifestyle und People.

## Geschichte
Das Magazin wurde von Lothar Neuse gegründet und von dem Verlag Top of the Tops & Top Magazin Verlagsgesellschaft mbH in Düsseldorf herausgegeben. Die erste Ausgabe erschien im Herbst 1982 als Top Magazin Düsseldorf. Es folgten 17 weitere Standorte: Hamburg, Köln, Frankfurt, Wuppertal, München, Aachen, Essen, Berlin, Saarland, Neuss, Dortmund, Koblenz, Bielefeld, Leipzig, Stuttgart, Bremen und Bonn.
1990 verkaufte Lothar Neuse Top of the Tops an Jürgen Modrow. Von dem neuen Inhaber wurde das Magazin zu einem Franchise-System ausgebaut und an neuen Standorten weitere Top Magazine herausgegeben, z. B. Rhein-Neckar und Dresden.
1996 fand ein weiterer Inhaberwechsel statt. Jürgen Modrow verkaufte das Top of the Tops Franchise-System an Thomas Schneider. Dieser gestaltete das Magazin zu einem bundesweiten Lizenz-System. Hierzu wurde die Gesellschaft Top of the Tops & Top Magazin International GmbH & Co. Verlags- und Lizenz KG gegründet. Top Magazin ist weiterhin ein Verbund von wirtschaftlich und rechtlich selbstständigen Lizenz-Vertragspartnern. 2006 wurde Ralf Kern als Geschäftsführer mit 49 % an der Gesellschaft beteiligt und übernahm fortan den operativen Bereich.
Die Einzelauflagen der Top-Magazin-Regionalausgaben liegen, je nach Größe der Standorte/Regionen, zwischen 6.000 und 25.000 Exemplaren. Das Magazin wird vier Mal im Jahr herausgegeben.
Das Jahr 2020 stellte Top Magazin vor besondere Herausforderungen. Nach Ausscheiden des Gesellschafters Thomas Schneider, führt Ralf Kern als alleiniger gesellschaftsführender Gesellschafter, den Lizenz-Verbund durch die Pandemie. Nur wenige Regionalausgaben (Bremen, Würzburg) mussten eingestellt werden. Somit wird Top Magazin 2024 an 32 Standorten herausgegeben. Die aktuelle Gesamtauflage liegt bei rund 320.000 Exemplaren pro Quartal.

## Themen
Die Themen des Magazins sind Lifestyle, Wohnen, Mode, Genuss, Gastronomie, Schmuck, Uhren, Luxus, Beauty, Wellness, Gesundheit, Freizeit, Sport, Events, Kultur, Menschen, Gesellschaft, Wirtschaft und Zukunft. Diese Themenschwerpunkte werden durch nationale und regionale Berichterstattungen in den Print-Magazinen, im Online-Portal sowie über Social-Medien-Kanäle wiedergegeben.

## Regionalausgaben
Aachen, Augsburg, Berlin, Bielefeld, Bodensee, Bonn, Brandenburg/Potsdam, Dortmund, Dresden, Düsseldorf, Frankfurt, Halle (Saale), Hamburg, Karlsruhe, Koblenz, Köln, Leipzig, München, Münster, Niederrhein, Reutlingen/Tübingen, Rhein-Kreis Neuss, Ruhr, Saarland, Sauerland, Siegen/Wittgenstein, Stuttgart, Südwestsachsen, Thüringen, Trier, Ulm/Neu-Ulm, Wuppertal.